# Firma E. Pluer
De Firma E. Pluer (Elbert Pluer) is een familiebedrijf dat zich bezighoudt met het bouwen van draaiorgels.

## Geschiedenis
Het bedrijf werd in 1898 opgezet door de heer P.J. Pluer als verhuurbedrijf van draaiorgels. Na de Tweede Wereldoorlog ging zoon Antoon de nadruk vooral leggen op het repareren en restaureren van deze instrumenten. Vanaf de jaren 60 worden er door het bedrijf ook geheel nieuwe orgels vervaardigd. Inmiddels worden door de derde generatie (kleinzoon Elbert), naast het restaureren van oude waardevolle instrumenten, ook nu nog vrijwel continu nieuwe instrumenten gebouwd.

## Bijzondere orgels
Begin deze eeuw bouwde Pluer een indrukwekkend exemplaar dat aan boord van het splinternieuwe cruiseschip, de Zaandam van de bekende Holland-Amerika Lijn, een prominente plaats inneemt.

## Efteling
In 2004 restaureerde men het historisch van grote betekenis zijnde Gavioli kermisorgel van attractiepark de Efteling in Kaatsheuvel.